# Juan Manuel Jorge
Juan Manuel Jorge Novino (Montevideo, 22 de abril de 2004) es un futbolista uruguayo de ascendencia española. Juega de mediocentro y su equipo actual es el Defensor Sporting Club de la Primera División de Uruguay.

## Trayectoria
Debutó como profesional el 7 de septiembre de 2022, el entrenador Marcelo Méndez lo colocó como titular para enfrentar a Racing en la tercera ronda de la Copa Uruguay y ganaron 0-1. Disputó su primer partido con 18 años y utilizó la camiseta número 27.
En cuartos de final de la copa nacional jugaron contra Liverpool, convirtió su primer gol oficial y ganaron 3-0. Posteriormente no volvió a tener minutos, de igual forma de consagraron campeones de la Copa AUF Uruguay 2022 tras vencer a La Luz en la final
En la temporada 2023 no tuvo tanta consideración en el primer equipo, solamente jugó un partido por Copa Uruguay, se enfrentaron a Cerrito, convirtió un gol y ganaron 0-3. Alternó entre Tercera División, donde jugó 8 partidos y convirtió 3 goles, y con la sub-19 disputó 6 encuentros y marcó 4 goles.
Firmó su renovación de contrato el 2 de enero de 2024, hasta finales de 2026.

## Selección nacional
Ha sido internacional con la selección de fútbol de Uruguay en las categorías juveniles sub-15 y sub-18.
Debutó con la Celeste el 18 de septiembre de 2018, fue titular en un amistoso contra la sub-15 de Newell´s, convirtió un gol y empataron 4-4.
Durante 2018 y 2019 disputó un total de 42 partidos con la sub-15 y convirtió 6 goles, fue parte del plantel que participó en el Campeonato Sudamericano sub-15.
En 2022 volvió a ser llamado a la selección, esta vez para jugar un cuadrangular internacional sub-18. El 25 de agosto fue titular en el primer partido del torneo, se enfrentaron a Japón pero perdieron por la mínima. Jugó los 3 encuentros pero perdieron en todos.

## Estadísticas

### Clubes
Actualizado al último partido citado el 28 de junio de 2025.
| Club                           | Div.          | Temporada     | Liga  | Liga  | Liga   | Copas nacionales | Copas nacionales | Copas nacionales | Copas internacionales | Copas internacionales | Copas internacionales | Total | Total | Total  |
| Club                           | Div.          | Temporada     | Part. | Goles | Asist. | Part.            | Goles            | Asist.           | Part.                 | Goles                 | Asist.                | Part. | Goles | Asist. |
| ------------------------------ | ------------- | ------------- | ----- | ----- | ------ | ---------------- | ---------------- | ---------------- | --------------------- | --------------------- | --------------------- | ----- | ----- | ------ |
| Defensor Sporting C. · Uruguay | 1.ª           | 2022          | 0     | 0     | 0      | 3                | 1                | 0                | -                     | -                     | -                     | 3     | 1     | 0      |
| Defensor Sporting C. · Uruguay | 1.ª           | 2023          | 1     | 0     | 1      | 1                | 1                | 0                | 0                     | 0                     | 0                     | 2     | 1     | 0      |
| Defensor Sporting C. · Uruguay | 1.ª           | 2024          | 11    | 1     | 0      | 1                | 0                | 1                | -                     | -                     | -                     | 12    | 1     | 1      |
| Defensor Sporting C. · Uruguay | 1.ª           | 2025          | 4     | 0     | 0      | -                | -                | -                | 1                     | 0                     | 0                     | 5     | 0     | 0      |
| Defensor Sporting C. · Uruguay | Total club    | Total club    | 16    | 1     | 1      | 5                | 2                | 1                | 1                     | 0                     | 0                     | 22    | 3     | 2      |
| Total carrera                  | Total carrera | Total carrera | 16    | 1     | 1      | 5                | 2                | 1                | 1                     | 0                     | 0                     | 22    | 3     | 2      |
| 1. 2.                          |               |               |       |       |        |                  |                  |                  |                       |                       |                       |       |       |        |

### Selección
Actualizado al último partido citado el 7 de agosto de 2022.
| Selección         | Temporada         | Continental | Continental | Continental | Mundial | Mundial | Mundial | Amistosos | Amistosos | Amistosos | Total | Total | Total  |
| Selección         | Temporada         | Part.       | Goles       | Asist.      | Part.   | Goles   | Asist.  | Part.     | Goles     | Asist.    | Part. | Goles | Asist. |
| ----------------- | ----------------- | ----------- | ----------- | ----------- | ------- | ------- | ------- | --------- | --------- | --------- | ----- | ----- | ------ |
| Sub-15 · Uruguay  | 2018              | —           | —           | —           | —       | —       | —       | 9         | 1         | 0         | 9     | 1     | 0      |
| Sub-15 · Uruguay  | 2019              | 4           | 1           | 0           | —       | —       | —       | 23        | 4         | 0         | 27    | 5     | 0      |
| Sub-15 · Uruguay  | Total sel.        | 4           | 1           | 0           | 0       | 0       | 0       | 38        | 5         | 0         | 42    | 6     | 0      |
| Sub-18 · Uruguay  | 2022              | —           | —           | —           | —       | —       | —       | 3         | 0         | 0         | 3     | 0     | 0      |
| Sub-18 · Uruguay  | Total sel.        | 0           | 0           | 0           | 0       | 0       | 0       | 3         | 0         | 0         | 3     | 0     | 0      |
| Total selecciones | Total selecciones | 4           | 1           | 0           | 0       | 0       | 0       | 41        | 5         | 0         | 45    | 6     | 0      |
| 1.                |                   |             |             |             |         |         |         |           |           |           |       |       |        |

## Palmarés

### Títulos nacionales
| Título       | Club                 | País    | Año  |
| ------------ | -------------------- | ------- | ---- |
| Copa Uruguay | Defensor Sporting C. | Uruguay | 2022 |
| Copa Uruguay | Defensor Sporting C. | Uruguay | 2023 |
| Copa Uruguay | Defensor Sporting C. | Uruguay | 2024 |